# チシマツガザクラ
チシマツガザクラ（千島栂桜、学名：Bryanthus gmelinii）はツツジ科の常緑小低木。チシマツガザクラ属は本種のみの一属一種である。

## 特徴
東北地方～北海道の高山帯に分布する高山植物。礫地や岩場に生える。高さ5cmほどで、枝は地を這いマット状に広がる。
花期は7-8月。花序は直立し枝先に淡紅色の花を5-8個ほど咲かせる。
和名に「ツガザクラ」とあるが、他のツガザクラの仲間とは全く別種である。